# Fernão pires

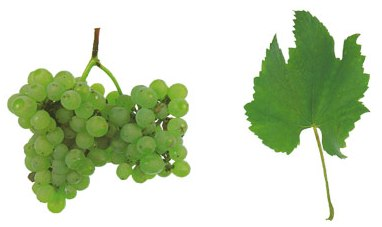
Uva y hoja del vino blanco variedad 'Fernao_Pires.

La fernão pires es una uva blanca portuguesa. Se encuentra, sobre todo, en la VR Tejo (al noreste de Lisboa) y en la DOC Bairrada (a unos 80 km al sur de Oporto), donde también es conocida como maria gomes. Esta variedad es conocida por producir vinos un aromas a especias, y por tener a menudo delicadas notas afrutadas. Generalmente, no es un vino apto para su envejecimiento. Este vino es mejor tomarlo joven o con 2 o 3 años de crianza. Fuera de Portugal hay plantaciones significativas en Sudáfrica.

## Sinónimos
La fernão pires también es conocida por los sinónimos camarate, fernam pires, fernan piriz, fernão pirão, fernao pires, fernão pires do beco, gaeiro, gaieiro, maria gomes, molinha, molinho y torrontés.